# Pseudohadena vulnerea
Pseudohadena vulnerea är en fjärilsart som beskrevs av Augustus Radcliffe Grote 1883. Pseudohadena vulnerea ingår i släktet Pseudohadena och familjen nattflyn. Inga underarter finns listade.